# Sede titolare di Filippopoli di Tracia
Filippopoli in Tracia (in latino Archidioecesis Philippopolitana in Thracia) è una sede arcivescovile titolare della Chiesa cattolica.

## Storia
Filippopoli di Tracia, corrispondente alla città di Plovdiv in Bulgaria, è l'antica sede metropolitana della provincia romana di Tracia nella diocesi civile omonima e nel Patriarcato di Costantinopoli. La metropolia patriarcale di Filippopoli sopravvisse fino al 1925.
Dal XIX secolo Filippopoli di Tracia è annoverata tra le sedi arcivescovili titolari della Chiesa cattolica; la sede è vacante dal 1º aprile 1967.

## Cronotassi degli arcivescovi titolari
- Macario Sorini † (12 giugno 1893 - 18 marzo 1895 nominato arcivescovo, titolo personale, di Gubbio)
- François Lesné † (20 aprile 1896 - 11 febbraio 1910 deceduto)
  - Bonaventura Cerretti † (15 aprile 1914 - 10 maggio 1914 nominato arcivescovo titolare di Corinto) (arcivescovo eletto)
- Wincenty Kluczyński † (22 settembre 1914 - 23 febbraio 1917 deceduto)
- Ernesto Cozzi † (16 dicembre 1920 - 23 febbraio 1926 deceduto)
- Jean-Pierre Rey, M.E.P. † (6 marzo 1926 - 25 maggio 1930 deceduto)
- Carlo Salotti † (30 giugno 1930 - 16 dicembre 1935 nominato cardinale presbitero di San Bartolomeo all'Isola)
- Ivan Rafael Rodić, O.F.M. † (28 novembre 1936 - 10 maggio 1954 deceduto)
- Franjo Šeper † (22 luglio 1954 - 10 febbraio 1960 succeduto arcivescovo di Zagabria)
- Émile Blanchet † (10 maggio 1960 - 1º aprile 1967 deceduto)